# Сараджев, Константин Константинович
Константи́н Константи́нович Сара́джев (арм. Կոստանդին Կոստանդինի Սարաջյանց; 1900—1942) — звонарь-виртуоз, теоретик русского колокольного звона.

## Биография
Отец К. К. Сараджева — дирижёр К. С. Сараджев армянин, мать — Н. Н. Сараджева, дочь Н. Ф. Филатова, ученица С. Рахманинова.
Константин Константинович Сараджев родился в Москве 6 апреля (25 марта) 1900 года, когда его отец Константин Соломонович Сараджев ещё был учеником Московской Консерватории Императорского Музыкального Общества, впоследствии скрипач, дирижер. Матерью его была Наталья Ниловна ур. Филатова. Крестили Константина Сараждева в православной Успенской церкви на Остоженке в Пречистенском сороке на пятый день от рождения. Крёстными родителями его стали дед со стороны матери - профессор Московского Императорского Университета статский советник Нил Феодорович Филатов и княжна Мария Михайловна Черкасская.
Жили Сараджевы в доме профессора Нила Феодоровича Филатова на углу Остоженки и Штатного переулка в доме № 44-1. После ранней смерти матери, отец женился повторно, но жили по тому же адресу. У Константина Константиновича были сестры Тамара и Кира.
С 14 лет начал серьёзно заниматься колокольным звоном. Обладая уникальным музыкальным слухом, великолепно разбираясь в колоколах, часто звонил на колокольне над святыми воротами Никитского монастыря в Москве, на колокольне церкви Марона Пустынника на Якиманке.
К. К. Сараджев сделал нотную запись 317 звуковых спектров наиболее крупных колоколов всех московских церквей, монастырей и соборов. Рукопись хранится в музее Данилова монастыря; она была опубликована в ежегоднике «Памятники культуры. Новые открытия» за 1977 (публикацию подготовила музыковед и специалист по колоколам Лариса Благовещенская).
Он развивал свою теорию музыки.
Колокол есть моя специальность, мое музыкальное творчество на колоколах. У меня имеется сто шестнадцать произведений, которые по своим исключительно тонким различиям звуковых высот приемлемы для воспроизведения только на колоколах. Для этого нужен особый слух… Его можно назвать „истинный слух“. Это способность слышать всем своим существом звук, издаваемый не только предметом колеблющимся, но вообще всякой вещью. Звук кристаллов, камней, металлов. Пифагор, по словам своих учеников, обладал истинным слухом и владел звуковым ключом к раскрытию тайны природы. Каждый драгоценный камень имеет свою индивидуальную тональность и имеет как раз такой цвет, какой соответствует данному строю. Да, каждая вещь, каждое живое существо Земли и Космоса звучит и имеет определенный, свой собственный тон. Тон человека постигается вовсе не по тону его голоса, человек может не произнести ни одного слова в присутствии человека, владеющего истинным слухом; однако им будет сразу определен тон данного человека… Для истинного слуха пределов звука — нет, как нет предела в Космосе!
.
Я сознаю и чувствую, что мировоззрение звуковое мое необходимо для музыкальной науки будущего. Но, к великому моему горю, я не вижу, чтобы кто-нибудь мог понять меня. … Посвятить… в теорию моей музыки я не вижу возможности, потому что не встречал такого, как мой, слуха. Должно быть, только в будущем у людей будет такой слух, как мой?.. Только в нашем веке я одинок, потому что я слишком рано родился!
.
К. К. Сараджев мечтал о создании Московской концертной звонницы, которая будет предназначена для исполнения музыкального, а не церковного звона. Он понимал, что его искусство — уже не церковный звон («… это грех так звонить,… Господь накажет меня за такой звон»).
В 1930 году создал в Гарвардском университете колокольню из колоколов, которые были закуплены в СССР американским миллионером Чарльзом Ричардом Крейном (один из организаторов Февральской революции 1917 г. в России[что?], а также один из спонсоров Троцкого[что?]) при помощи его представителя в СССР Томаса Виттемора(сотрудник Гарвардского университета, член американской благотворительной миссии в Москве, финансируемой Ч. Р. Крейном), который нанял и самого известного русского звонаря. Однако отношения между Крейном и Сараджевым не сложились, и в декабре 1930 года он вернулся в СССР. Работал над книгой «Музыка-колокол» (рукопись не сохранилась).
Погиб в 1942 году при попадании бомбы в неврологическую больницу в Подмосковье.
А. И. Цветаева посвятила К. К. Сараджеву статью «Сказ о звонаре московском», опубликованную в журнале «Москва», № 7 за 1977 год, позднее, вместе с братом Константина — Нилом Константиновичем Сараджевым, она написала книгу «Мастер волшебного звона». Он говорил А. Цветаевой, что слышит в октаве 1701 звук.

## Воспоминания
На фоне синевы выделялся летучий силуэт человека, без шапки, в длинной рубахе, державшего в руках веревочные вожжи ушедших в небо гигантских коней. Маленькие колокола неистово гремели, раскалывая небо жарким пламенем праздничного звона. Большой колокол — как гром, средние — как шум лесов, а самые маленькие — как фортиссимо птиц. Оживший голос природы! Стихии заговорили! Это музыка сфер! Вселенская — теперь бы сказали — космическая!— актриса Мария Гонта
«Звон его совершенно не был похож на обычный церковный звон. Уникальный музыкант! Многие русские композиторы пытались имитировать колокольный звон, но Сараджев заставил звучать колокола совершенно необычным звуком, мягким, гармоничным, создав совершенно новое их звучание». (А. В. Свешников)
«Сараджев мог один и тот же колокол заставить звучать совершенно по-разному. Если современная теория музыки имеет дело максимум с 24 звуками в октаве, то слух Котика улавливал бесконечное их множество. Соединяя их по собственным законам, он создавал гармонию какого-то нового типа». (Л. М. Гинцбург)
«Константин Сараджев был энтузиастом колокольного звона. Псевдоним «Ре» взят им оттого, что, когда ударяли в большой колокол одного из московских монастырей тоном ре, – с ним делался обморок, если он в это время был вблизи». (Е. Н. Лебедева, автор «Истории колоколов и материалы о колокольных звонах»)